# Cléarque d'Héraclée
Pour les articles homonymes, voir Cléarque.
Cléarque d'Héraclée (en grec ancien Kλέαρχoς) est un homme politique, élève de Platon grec du IVe siècle av. J.-C., qui exerça la tyrannie sur sa cité natale d'Héraclée du Pont de -365 à -353, assassiné par son compatriote Chion.
Son histoire se trouve chez Justin, chez Memnon d'Héraclée, et dans la notice de la Souda. L'histoire de son assassin Chion a fait l'objet à l'époque romaine d'une sorte de roman épistolaire, les Lettres de Chion d'Héraclée.

## Notice biographique
Né vers -410, il séjourna dans sa jeunesse à Athènes, et fut l'élève d'Isocrate pendant quatre ans, et ensuite de Platon. L'oligarchie de sa cité, qui l'avait d'abord exilé, le rappela pour combattre une sédition populaire. Selon l'historien Justin, il s'était entendu avec Mithridate de Cios pour lui livrer sa cité et la gouverner pour son compte, mais il le fit prisonnier et ne le libéra que contre rançon. Une fois au pouvoir, il se retourna contre l'oligarchie et instaura une tyrannie appuyée sur le peuple. Les sources[Lesquelles ?] l'accusent d'avoir gouverné avec une extrême cruauté au point de soulever l'indignation dans tout le monde grec. Il aurait exigé de se faire vénérer comme un dieu et surnommé un de ses fils « Kéraunos » comme s'il était Zeus lui-même.

## Notice historique
Selon l’historien Théopompe de Chios, Cléarque faisait boire une coupe de poison à ses adversaires lors d'un banquet. Memnon d'Héraclée l'accuse d'extravagance dans la tenue et le maquillage, mais le reconnaît aussi comme le premier tyran lettré et philosophe. Cléarque décida d'enrôler tous les hommes âgés d'Héraclée du Pont plus de 16 ans de cette dernière dans le but de conquérir la cité d'Astaque. La réalité est tout autre, il logea ses nouveaux soldats dans des marécage où l'eau croupit et où l'air y est irrespirable avec pour ordre de surveiller tout mouvements ennemis tandis que lui était aisément installé avec le reste de son armée composée d’étrangers soudoyés dans des hauteurs ombragées. Il fit trainer le siège en longueur jusqu'à ce que les chaleurs et les exhalaisons des marécages eurent raisons d'eux. Revenant à Héraclée, Cléarque mit ce désastre sur le compte de la peste. Après douze ans de gouvernement, il est assassiné pendant un sacrifice par entre autres les platoniciens Chion, Léon et Antithéos, venus d'Athènes, où il avait été lui aussi disciple de Platon. Les participants à la conspiration furent presque tous tués sur-le champ ou suppliciés. Timothée et Dionysios, les fils de Cléarque étant trop jeunes, la succession fut assurée par son frère Satyros, qui aurait dépassé Cléarque et tous les autres tyrans en cruauté.